# Vihti Ski Center
Vihti Ski Center är en finländsk skidort i Vichtis i Nyland. Det finns 18 pister och 10 skidliftar i området. Vihti Ski Center var känd som den alpine skidsportaren Sami Uotilas hemmapist. Vid Vihti Ski Center finns också ett kafé, Vihti Golf Center, som öppnades år 2000, och temaparken PuuhaPark, som invigdes år 2017.